# Mark Travers
Mark Travers (Maynooth, 18 maggio 1999) è un calciatore irlandese, portiere dell'Everton e della nazionale irlandese.

## Carriera

### Club
Approdato nel settore giovanile del Bournemouth nel 2016, per la stagione 2017-2018 è stato ceduto in prestito annuale al Weymouth. Al suo esordio con il nuovo club ha deciso l'incontro vinto 3-2 contro il Bishop's Stortford segnando la rete decisiva con un calcio di punizione dalla propria metà campo.
Rientrato a Bournemouth per fine prestito, ha esordito in Premier League il 4 maggio 2019 disputando con il Bournemouth l'incontro vinto 1-0 contro il Tottenham, in cui è stato decisivo ai fini del risultato finale.
Il 6 gennaio 2021 viene ceduto nuovamente in prestito, questa volta allo Swindon Town.
Il 15 luglio 2025 viene ceduto a titolo definitivo all'Everton.

### Nazionale
Ha giocato nelle nazionali giovanili irlandesi Under-17 ed Under-19.
Il 10 settembre 2019 ha esordito con la Nazionale irlandese disputando l'amichevole vinta 3-1 contro la Bulgaria.

## Statistiche

### Presenze e reti nei club
Statistiche aggiornate al 25 maggio 2025.
| Stagione           | Squadra            | Campionato         | Campionato | Campionato | Coppe nazionali | Coppe nazionali | Coppe nazionali | Coppe continentali | Coppe continentali | Coppe continentali | Altre coppe | Altre coppe | Altre coppe | Totale | Totale   | Totale |
| Stagione           | Squadra            | Comp               | Pres       | Reti       | Comp            | Pres            | Reti            | Comp               | Pres               | Reti               | Comp        | Pres        | Reti        | Pres   | Reti     |        |
| ------------------ | ------------------ | ------------------ | ---------- | ---------- | --------------- | --------------- | --------------- | ------------------ | ------------------ | ------------------ | ----------- | ----------- | ----------- | ------ | -------- | ------ |
| 2017-gen. 2018     | Weymouth           | SFL                | 23         | -?; 1      | FACup           | 2               | -?              | -                  | -                  | -                  | FAT         | 1           | -?          | 26     | -?; 1    |        |
| 2018-2019          | Bournemouth        | PL                 | 2          | -5         | FACup+CdL       | 0               | 0               | -                  | -                  | -                  | -           | -           | -           | 2      | -5       |        |
| 2019-2020          | Bournemouth        | PL                 | 1          | -3         | FACup+CdL       | 2+2             | -2+-2           | -                  | -                  | -                  | -           | -           | -           | 5      | -7       |        |
| 2020-gen. 2021     | Bournemouth        | FLC                | 1          | -2         | FACup+CdL       | 0+1             | 0+-2            | -                  | -                  | -                  | -           | -           | -           | 2      | -4       |        |
| gen.-feb. 2021     | Swindon Town       | FL1                | 8          | -12        | -               | -               | -               | -                  | -                  | -                  | -           | -           | -           | 8      | -12      |        |
| 2021-2022          | Bournemouth        | FLC                | 45         | -39        | FACup+CdL       | 0+1             | 0               | -                  | -                  | -                  | -           | -           | -           | 46     | -39      |        |
| 2022-2023          | Bournemouth        | PL                 | 12         | -32        | FACup+CdL       | 1+2             | -4+-2           | -                  | -                  | -                  | -           | -           | -           | 15     | -38      |        |
| lug.-ott. 2023     | Stoke City         | FLC                | 13         | -18        | FACup+CdL       | 0+1             | 0+-1            | -                  | -                  | -                  | -           | -           | -           | 14     | -19      |        |
| ott. 2023-2024     | Bournemouth        | PL                 | 4          | -5         | FACup+CdL       | 3+0             | -3+0            | -                  | -                  | -                  | -           | -           | -           | 7      | -8       |        |
| 2024-gen. 2025     | Bournemouth        | PL                 | 5          | -5         | FACup+CdL       | 0+0             | 0+0             | -                  | -                  | -                  | -           | -           | -           | 5      | -5       |        |
| Totale Bournemouth | Totale Bournemouth | Totale Bournemouth | 70         | -91        |                 | 12              | -15             |                    | -                  | -                  |             | -           | -           | 82     | -106     |        |
| gen.-giu. 2025     | Middlesbrough      | FLC                | 17         | -20        | FACup+CdL       | 0+0             | 0+0             | -                  | -                  | -                  | -           | -           | -           | 17     | -20      |        |
| 2025-2026          | Everton            | PL                 | 0          | 0          | FACup+CdL       | 0+0             | 0+0             | -                  | -                  | -                  | -           | -           | -           | 0      | 0        |        |
| Totale carriera    | Totale carriera    | Totale carriera    | 131        | -141+; 1   |                 | 15              | -16+            |                    | -                  | -                  |             | 1           | -?          | 147    | -157+; 1 |        |

### Cronologia presenze e reti in nazionale
| Cronologia completa delle presenze e delle reti in nazionale ― Irlanda | Cronologia completa delle presenze e delle reti in nazionale ― Irlanda | Cronologia completa delle presenze e delle reti in nazionale ― Irlanda | Cronologia completa delle presenze e delle reti in nazionale ― Irlanda | Cronologia completa delle presenze e delle reti in nazionale ― Irlanda | Cronologia completa delle presenze e delle reti in nazionale ― Irlanda | Cronologia completa delle presenze e delle reti in nazionale ― Irlanda | Cronologia completa delle presenze e delle reti in nazionale ― Irlanda |
| Data                                                                   | Città                                                                  | In casa                                                                | Risultato                                                              | Ospiti                                                                 | Competizione                                                           | Reti                                                                   | Note                                                                   |
| ---------------------------------------------------------------------- | ---------------------------------------------------------------------- | ---------------------------------------------------------------------- | ---------------------------------------------------------------------- | ---------------------------------------------------------------------- | ---------------------------------------------------------------------- | ---------------------------------------------------------------------- | ---------------------------------------------------------------------- |
| 10-9-2019                                                              | Dublino                                                                | Irlanda                                                                | 3 – 1                                                                  | Bulgaria                                                               | Amichevole                                                             | -1                                                                     | 76’                                                                    |
| 14-11-2019                                                             | Dublino                                                                | Irlanda                                                                | 3 – 1                                                                  | Nuova Zelanda                                                          | Amichevole                                                             | -                                                                      | 66’                                                                    |
| 24-3-2021                                                              | Belgrado                                                               | Serbia                                                                 | 3 – 2                                                                  | Irlanda                                                                | Qual. Mondiali 2022                                                    | -3                                                                     |                                                                        |
| 21-11-2023                                                             | Dublino                                                                | Irlanda                                                                | 1 – 1                                                                  | Nuova Zelanda                                                          | Amichevole                                                             | -1                                                                     | 46’                                                                    |
| Totale                                                                 |                                                                        | Presenze                                                               | 4                                                                      |                                                                        | Reti                                                                   | -5                                                                     |                                                                        |